# Davlekanovo
Davlekanovo (en russe : Давлеканово) est une ville de la république de Bachkirie, en Russie, et le centre administratif du raïon de Davlekanovo. Sa population s'élevait à 23 499 habitants en 2019.

## Géographie
Davlekanovo est arrosée par la rivière Dioma et se trouve à 85 km au sud-ouest d'Oufa et à 1 123 km à l'est de Moscou.

## Histoire
A l'emplacement de la ville actuelle existait au milieu du XVIIIe siècle le village d'Itkoulovo (Иткулово), dont l'origine n'est pas connue. Il fut renommé Davlekanovo par la suite. Davlekanovo est devenue une commune urbaine en 1928 et a le statut de ville depuis 1942.
Des gisements de minerais de cuivre et de zinc furent découverts près de Davlekanovo en 1939 et une usine pour la préparation du minerai y fut construite en 1955.

## Population
Recensements (*) ou estimations de la population
| 1850 | 1913   | 1926* | 1931  | 1939*  | 1959*  | 1970*  |
| ---- | ------ | ----- | ----- | ------ | ------ | ------ |
| 412  | 15 500 | 8 181 | 8 900 | 14 215 | 17 072 | 20 123 |

| 1979*  | 1989*  | 2002*  | 2006   | 2010*  | 2012   | 2013   |
| ------ | ------ | ------ | ------ | ------ | ------ | ------ |
| 20 654 | 21 911 | 23 860 | 23 960 | 24 073 | 24 049 | 24 069 |

| 2014   | 2015   | 2016   | 2017   | 2018   | 2019   | 2020 |
| ------ | ------ | ------ | ------ | ------ | ------ | ---- |
| 23 953 | 23 973 | 23 820 | 23 774 | 23 662 | 23 499 | -    |

## Économie
L'activité principale de la ville est l'extraction et la préparation du minerai de cuivre et de zinc.